# Ube (Yamaguchi)
Ube (宇部市 Ube-shi?) es una ciudad que se encuentra al oeste de la prefectura de Yamaguchi, Japón.
Según datos del 2010, la ciudad tiene una población estimada de 173.730 habitantes y una densidad de 604 personas por km². El área total es de 287,71 km².
La ciudad fue fundada el 1 de noviembre de 1921. Posteriormente absorbió la villa de Fujiyama (1931), la villa de Kōnan (1941), la villa de Nishikiwa (1943), la villas de Kotō, Ono, Futamatase y Higashikiwa (en 1954) y el pueblo de Kusunoki (2004).
Se ubica al oeste de la ciudad de Yamaguchi, capital prefectural, y posee costas al sur con el mar Interior de Seto. Su máxima altura es el monte Arataki (459 m), al norte de la ciudad. Los principales ríos que la recorren son el río Kotō, el río Majime y el río Ariho. Sobre el río Kotō se ubica la presa Kotōgawa.
La actividad económica se basa en la industria química, el concreto y el acero. Las Industrias Ube tiene su sede en esta ciudad.

## Ciudades hermanadas
- Newcastle, Australia
- Weihai, República Popular China
- Castellón De La Plana, España

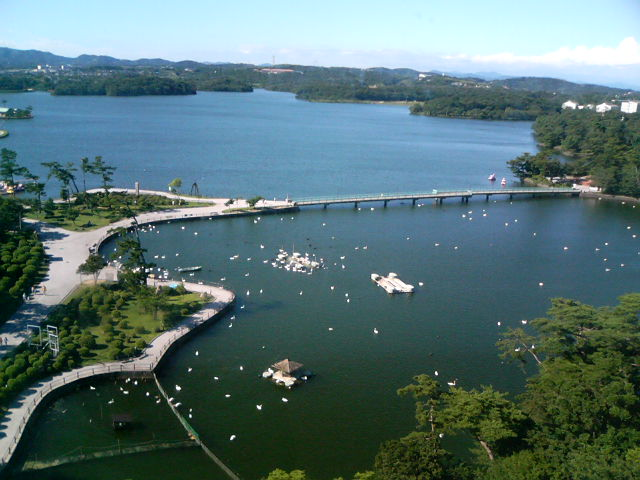
Parque Tokiwa.

## Sitios de interés
- Parque Tokiwa
- Kotozaki Hachimangū
- Jiseiji-onsen
- Katakura-onsen